# Sanbornville
Sanbornville är en så kallad census-designated place i kommunen Wakefield i Carroll County i New Hampshire. Vid 2010 års folkräkning hade Sanbornville 1 056 invånare.

## Kända personer från Sanbornville
- Freddy Meyer, ishockeyspelare
- William N. Rogers, politiker